# Хукстра, Вопке
Во́пке Ба́стиан Ху́кстра (нидерл. Wopke Bastiaan Hoekstra; род. 30 сентября 1975, Беннеком, Эде, Гелдерланд, Нидерланды) — нидерландский политик, министр иностранных дел и вице-премьер-министр Нидерландов (2022—2023). В прошлом — лидер «Христианско-демократического призыва» (2020—2023).

## Биография
Отец Вопке Хукстра был терапевтом, а мать работала преподавателем в институте для слабовидящих и слепых, она умерла от рака пищевода, когда Хукстра было 20 лет. В одном из интервью он вспоминал, как в возрасте восьми лет вместе с отцом заинтересованно слушал пресс-конференции Рууда Любберса.
В Лейденском университете Вопке Хукстра, помимо основного своего направления (юриспруденция), в качестве вводного курса получил образование в области истории. Также в студенческие годы был президентом лейденской студенческой ассоциации. В 2000 году, после учёбы в Риме, стал квалифицированным специалистом по международным отношениям, а в 2005 году получил степень магистра делового администрирования в Европейском институте управления бизнесом, обучившись в его кампусах в Фонтенбло и Сингапуре.
До начала своей политической деятельности сотрудничал с международной консалтинговой фирмой McKinsey & Company и был председателем наблюдательного совета Морского музея в Гронингене. Перед этим занимал различные посты в нефтегазовой компании Shell в офисах Берлина, Гамбурга и Роттердама.
В сентябре 2021 года Хукстра женился, является отцом четырёх детей, принадлежит к ремонстрантскому братству.

## Политическая карьера

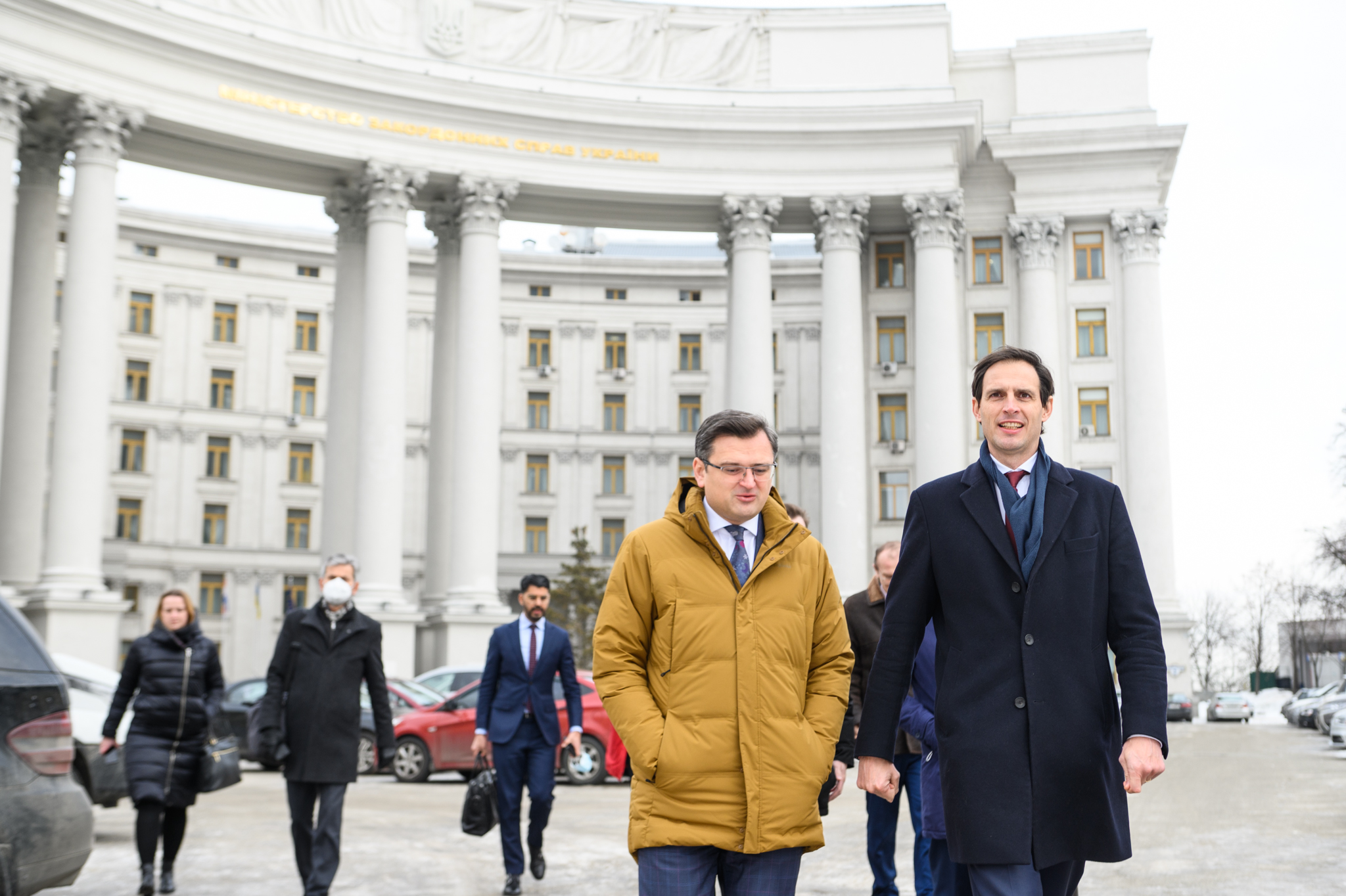
Вопке Хукстра в Украине в феврале 2022 года вместе с министром иностранных дел Украины Дмитрием Кулебой

В начале своего политического пути был членом правления амстердамского отделения правоцентристской партии «Христианско-демократический призыв» (ХДП), избравшись на этом посту в первую палату Генеральных штатов Нидерландов в 2011 году. В сенате занимался вопросами налоговой политики, государственной пенсии и национальной полиции. Участвовал в разработке предвыборной программы ХДП на парламентских выборах 2017 года. После этих выборов правящая «Народная партия за свободу и демократию» во главе с Марком Рютте сформировала коалиционное правительство, в состав которого вошли члены ХДП.
В октябре 2017 года Хукстра был назначен министром финансов в третий кабинет Рютте. Во время своего пребывания в должности руководил покупкой правительством доли в Air France-KLM и вёл переговоры с правительством Германии о возможности покупки доли в сетевом операторе TenneT. В 2018 году возглавил неформальную группу из северных и балтийских стран для поиска общих целей в отношении направления реформ еврозоны. Добивался создания нового надзорного органа ЕС, который взял бы на себя контроль за отмыванием денег в финансовых фирмах. После выхода Великобритании из ЕС был не согласен с увеличением вклада Нидерландов в бюджет союза, посчитав Нидерланды страной, наиболее пострадавшей от Brexit. В апреле 2021 года выразил своё неодобрение премьер-министру Рютте после скандала с мошенничеством в сфере защиты детей.
10 января 2022 года Вопке Хукстра стал министром иностранных дел в четвёртом кабинете Марка Рютте, в котором он также является заместителем премьер-министра Нидерландов в качестве лидера коалиционной партии.
По случаю смерти Михаила Горбачёва выразил свои соболезнования, написав, что Горбачёв «сыграл ключевую роль в прекращении холодной войны и сделал мир более безопасным». Хукстра подчеркнул, что гласность и перестройка до сих пор не потеряли своей актуальности.
Вскоре после начала вторжения России на Украину Вопке Хукстра объявил, что Нидерланды отдали приказ о высылке 17 российских дипломатов, которых они обвинили в угрозах национальной безопасности на основании отчётов Службы общей разведки и безопасности Нидерландов. В декабре 2022 года предложил Гаагу в качестве площадки для «трибунала по агрессии» на Украине.
Правительство Нидерландов во главе с премьер-министром Марком Рютте подало в отставку 7 июля 2023 года.
После отставки Франса Тиммерманса, 5 октября 2023 избран Еврокомиссаром по защите климата, за него проголосовали 279 депутатов. Хукстра назначен до окончания срока полномочий нынешнего состава Еврокомиссии, который истекает 31 октября 2024 года.

## Награды
- Большой крест ордена Полярной звезды (2022, Швеция)[23].
- Орден князя Ярослава Мудрого III степени (23 августа 2022, Украина) — за значительные личные заслуги в укреплении межгосударственного сотрудничества, поддержку государственного суверенитета и территориальной целостности Украины, весомый вклад в популяризацию Украинского государства в мире[24].